# Vercel-Villedieu-le-Camp
Vercel-Villedieu-le-Camp – miejscowość i gmina we Francji, w regionie Burgundia-Franche-Comté, w departamencie Doubs.
Według danych na rok 1990 gminę zamieszkiwało 1088 osób, a gęstość zaludnienia wynosiła 36 osób/km² (wśród 1786 gmin Franche-Comté Vercel-Villedieu-le-Camp plasuje się na 155. miejscu pod względem liczby ludności, natomiast pod względem powierzchni na miejscu 31.).